# تشارلي كونلي
تشارلي كونلي (بالإنجليزية: Charlie Connelly)‏ هو مذيع وكاتب ومقدم تلفزيوني بريطاني، ولد في 22 أغسطس 1970 في لندن في المملكة المتحدة.